# Candon
Candon – miasto na Filipinach, położone w regionie Ilocos, w prowincji Ilocos Sur, na wyspie Luzon.
Miasto zostało założone w 1780 roku. Miasto jest obecnie ośrodkiem turystycznym, położonym nad Morzem Południowochińskim.

## Edukacja
- Ilocos Sur Polytechnic State College - Candon Campus[1]

## Demografia

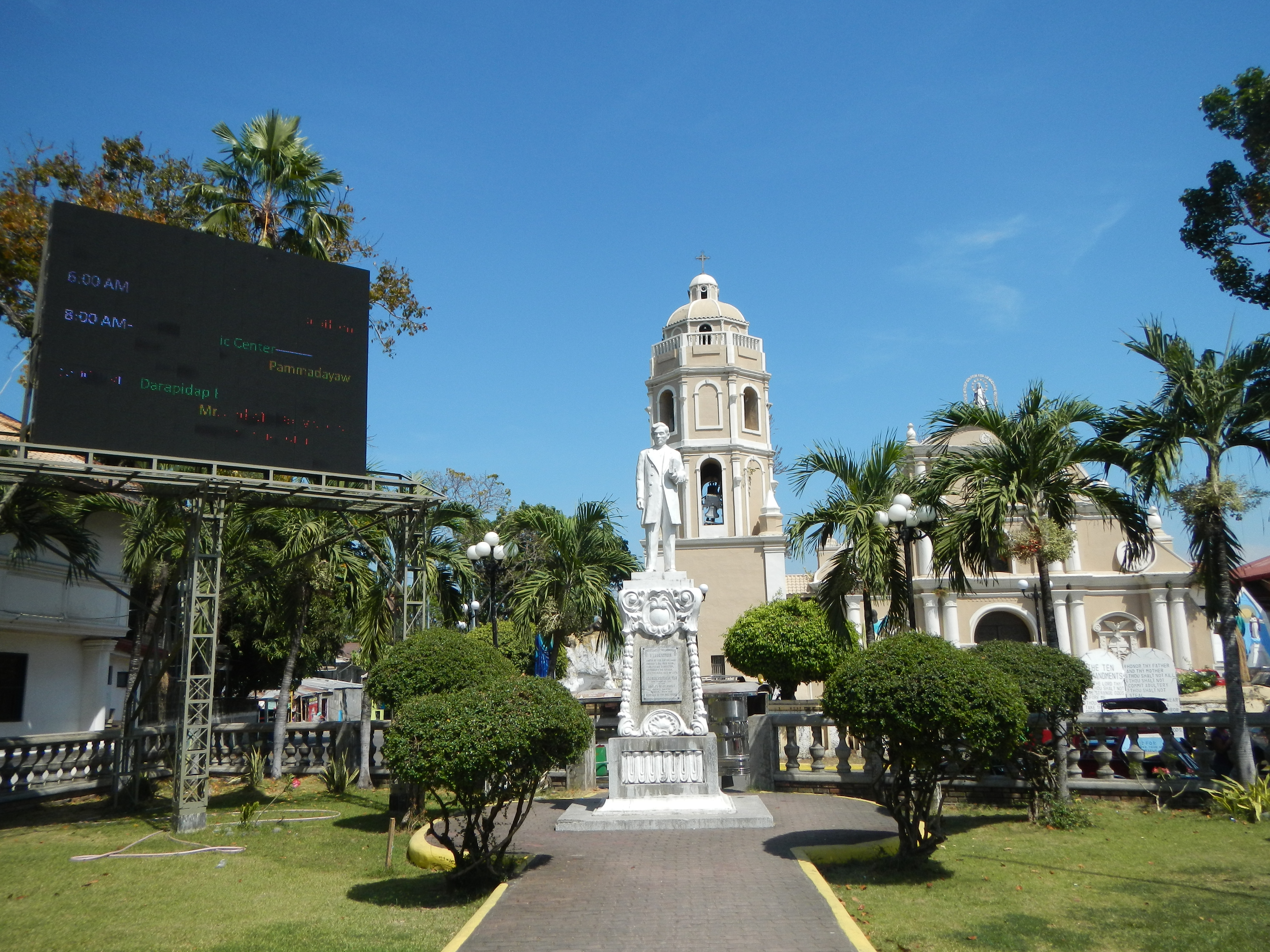
Kościół św. Jana z Sahagun w Candon

## Miasta partnerskie
- Baguio, Filipiny
- Honolulu (Stany Zjednoczone)